# 門真市立門真小学校
門真市立門真小学校（かどましりつ かどま しょうがっこう）は、大阪府門真市にある公立小学校。

## 沿革
明治時代初期に設置された学校を起源とし、門真市ではもっとも歴史の古い学校の一つともなっている。地域の宅地化に伴って児童数が増加したため、1960年代以降4小学校を分離している。
- 1872年（明治5年）6月 - 堺県第九区郷学校として開校。
- 1873年（明治6年）6月5日 - 第72番小学校に改称。
- 1878年（明治11年）5月14日 - 茨田郡公立門真小学校に改称。
- 1887年（明治20年）4月1日 - 茨田郡門真尋常小学校に改称。
- 1889年（明治22年）10月19日 - 校舎を新築移転し、この日を創立記念日に決定する。
- 1896年 （明治29年）- 北河内郡門真尋常小学校に改称。
- 1910年（明治43年）4月1日 - 高等科を併設。北河内郡門真尋常高等小学校に改称。
- 1934年（昭和9年）9月21日 - 室戸台風の暴風雨により木造校舎が倒壊。児童らが下敷きとなり6人以上が死亡、39人以上が負傷[1]。
- 1941年（昭和16年）4月1日 - 国民学校令により、北河内郡門真国民学校に改称。
- 1947年（昭和22年）4月1日 - 学制改革により、門真町立小学校に改称。
- 1956年（昭和31年）9月30日 - 周辺村の編入合併で町内に複数の小学校ができたことに伴い、門真町立門真小学校に改称。
- 1962年（昭和37年）4月1日 - 門真町立北小学校（現在の門真市立北小学校。後、門真市立門真みらい小学校へ統合）を分離。
- 1963年（昭和38年）8月1日 - 市制施行により、門真市立門真小学校に改称。
- 1967年（昭和42年）4月1日 - 門真市立中央小学校（現在は門真市立浜町中央小学校へ統合された後、門真市立みらい小学校へ統合）を分離。
- 1970年（昭和45年）4月1日 - 門真市立浜町小学校（現在は門真市立浜町中央小学校へ統合された後、門真市立みらい小学校へ統合）を分離。
- 1971年（昭和46年）4月1日 - 門真市立速見小学校を分離。

## 通学区域
- 門真市 元町、本町、栄町、新橋町、柳町、殿島町。

卒業生は基本的に門真市立第三中学校に進学する。

## 出身者
- 蛍原徹 - お笑いタレント

## 交通
- 京阪本線・大阪モノレール 門真市駅 東へ約400m。